# 磐城站 (奈良縣)
磐城站（日语：／ Iwaki eki */?）位於日本奈良縣葛城市長尾，為近畿日本鐵道（近鐵）南大阪線的鐵路車站。車站編號為F22。

## 歷史
- 1929年（昭和4年）3月29日 - 大阪鐵道的古市 - 久米寺（現在的橿原神宮前）間開通，本站啟用[1]。
- 1943年（昭和18年）2月1日 - 關西急行鐵道與大阪鐵道合併[1]。本站成為關西急行鐵道天王寺線的車站。
- 1944年（昭和19年）6月1日 - 關西急行鐵道與南海鐵道（現在的南海電氣鐵道）合併[1]。本站成為近鐵南大阪線的車站。
- 2007年（平成19年）4月1日 - 可使用PiTaPa乘車[2]。
- 2013年（平成25年）12月21日 - 全日無站務員進駐。

## 車站構造
側式月台2面2線的地面車站。月台長度可容納4節車廂編成、下行月台側設有保線軌道。站房與驗票口位於往大阪阿部野橋方向月台的尺土側，與對向月台之間有站內平交道連通。驗票口內設有洗手間。
本站由高田市站管理，為無人車站。

### 月台配置
| 月台 | 路線     | 方向 | 目的地                          |
| ---- | -------- | ---- | ------------------------------- |
| 1    | 南大阪線 | 下行 | 往 橿原神宮前、吉野、御所       |
| 2    | 南大阪線 | 上行 | 往 古市、大阪阿部野橋、河内長野 |

## 使用狀況
近年1日上下車人次調査結果如下。
- 2018年11月13日：1,196人
- 2015年11月10日：1,383人
- 2012年11月13日：1,348人
- 2010年11月9日：1,339人
- 2008年11月18日：1,437人
- 2005年11月8日：1,575人

## 上車人次
近年的1日平均上車人次如下。
| 年度               | 1日平均 上車人次 |
| ------------------ | ---------------- |
| 1995年（平成7年）  | 932              |
| 1996年（平成8年）  | 956              |
| 1997年（平成9年）  | 919              |
| 1998年（平成10年） | 887              |
| 1999年（平成11年） | 849              |
| 2000年（平成12年） | 812              |
| 2001年（平成13年） | 787              |
| 2002年（平成14年） | 756              |
| 2003年（平成15年） | 704              |
| 2004年（平成16年） | 691              |
| 2005年（平成17年） | 691              |
| 2006年（平成18年） | 662              |
| 2007年（平成19年） | 626              |
| 2008年（平成20年） | 622              |
| 2009年（平成21年） | 625              |
| 2010年（平成22年） | 622              |
| 2011年（平成23年） | 632              |
| 2012年（平成24年） | 622              |
| 2013年（平成25年） | 634              |
| 2014年（平成26年） | 623              |
| 2015年（平成27年） | 619              |
| 2016年（平成28年） | 618              |
| 2017年（平成29年） | 590              |
| 2018年（平成30年） | 599              |

## 車站周邊

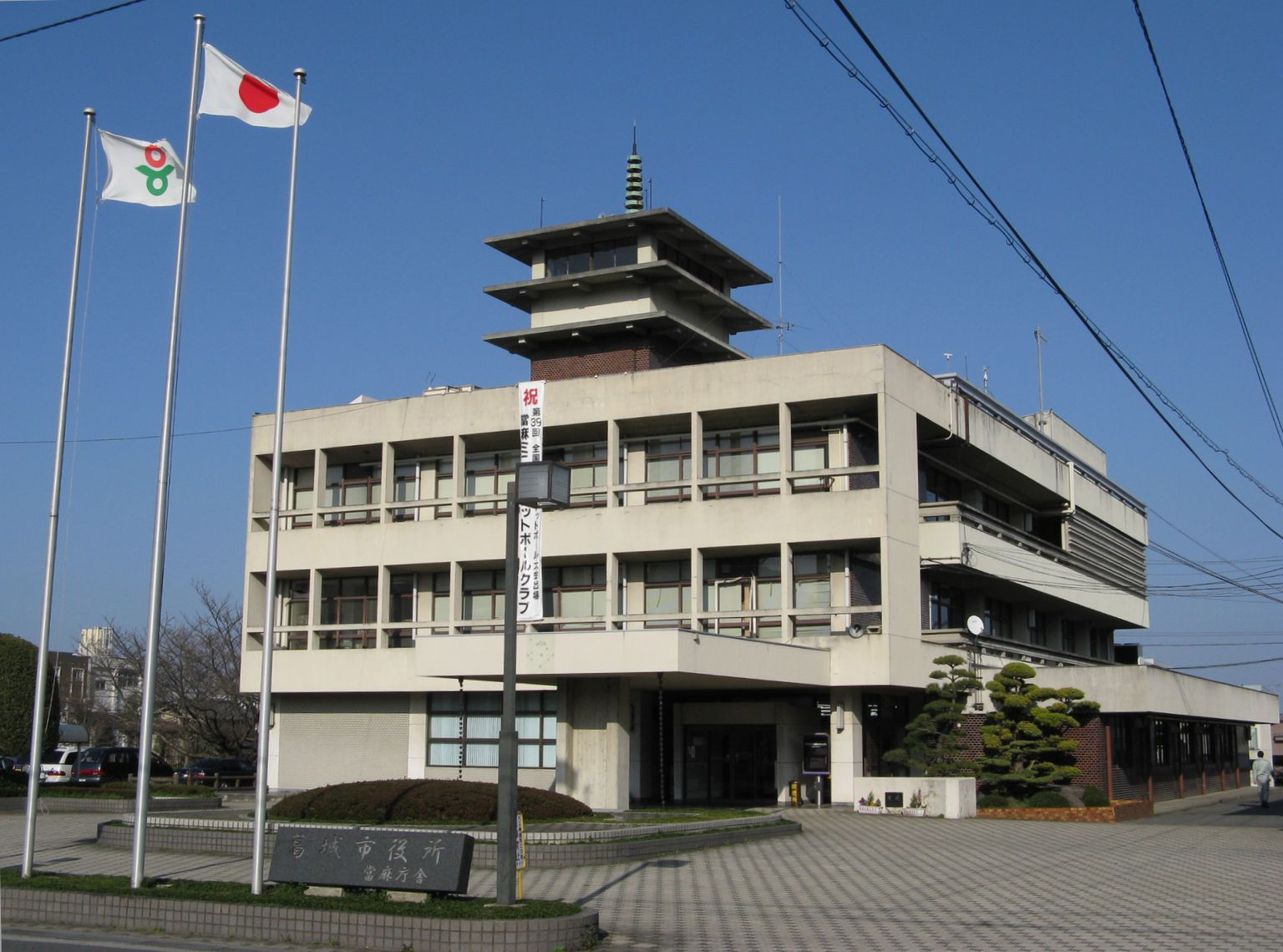
以寺院風格建造的葛城市役所當麻廳舍

- 葛城市役所當麻廳舍（舊當麻町役場）
- 葛城市當麻文化會館
- 葛城市立白鳳中学校
- 長尾神社（下車徒步1分）
- 長尾郵局
- 国道165号
- 国道166号
- 国道168号

### 公車路線
葛城市社區巴士
- 環狀線
- 迷你巴士B 長尾・疋田線

## 相鄰車站
近畿日本鐵道
 南大阪線
■急行、■區間急行
通過
■準急、■普通
當麻寺 （F21） － 磐城 （F22） - 尺土 （F23）